# Flörsbachtal
Flörsbachtal är en kommun i Main-Kinzig-Kreis i Regierungsbezirk Darmstadt i förbundslandet Hessen i Tyskland. Kommunen bildades 1 april 1972 genom en sammanslagning av de tidigare kommunerna Flörsbach, Kempfenbrunn och Mosborn.